# Masacre de Stazzema

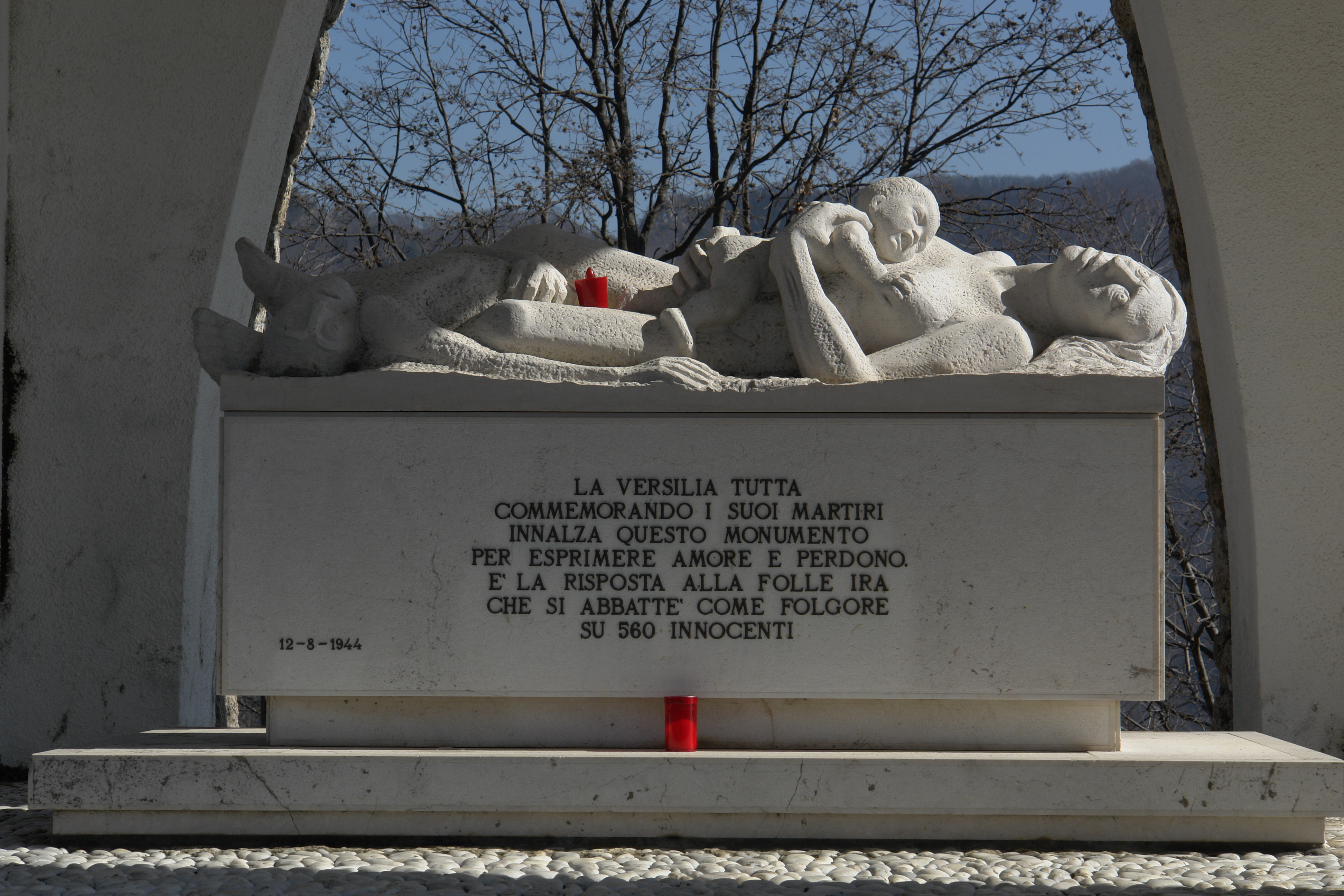
Escultura del memorial a las víctimas en Sant'Anna di Stazzema.

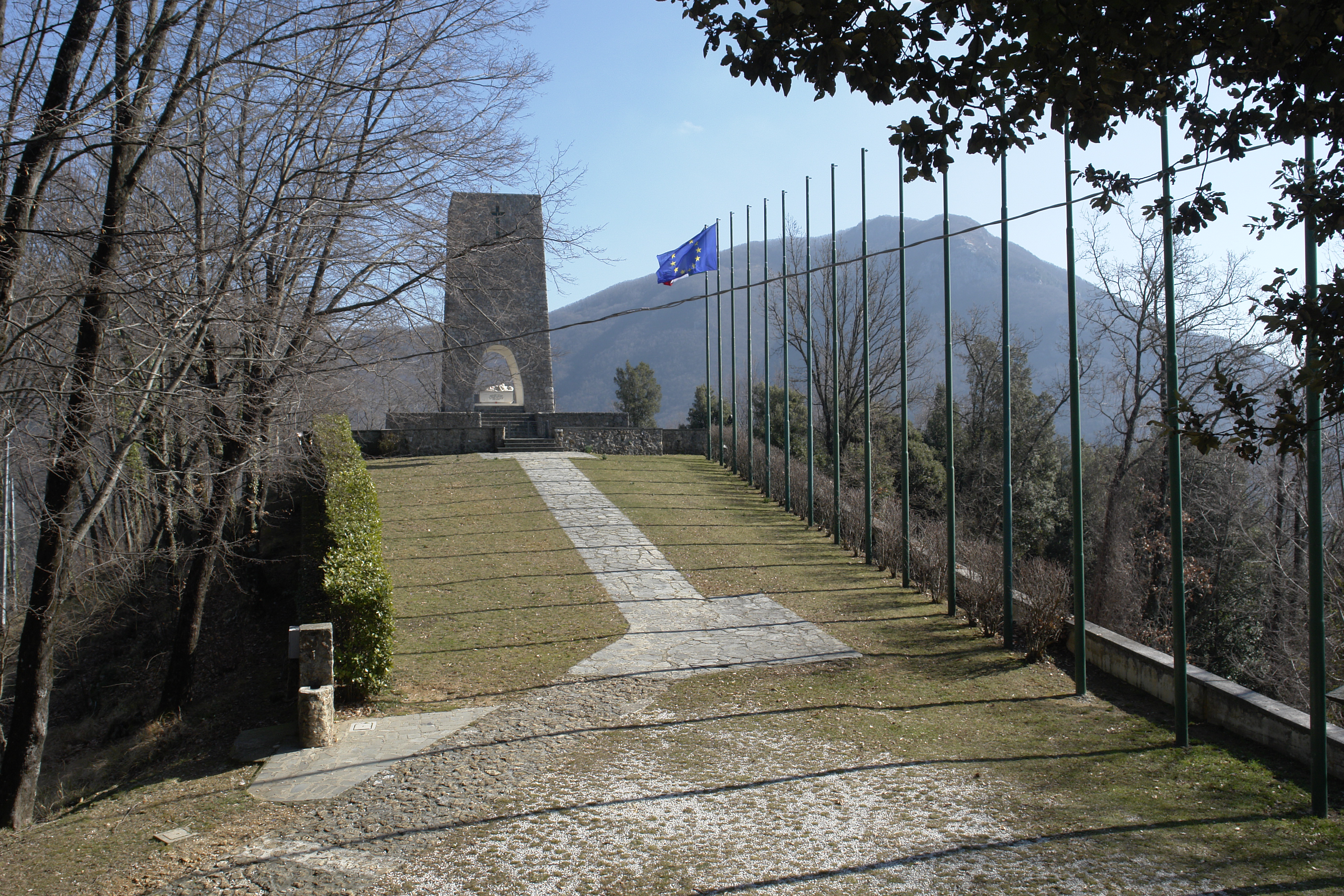
Vista general del memorial.

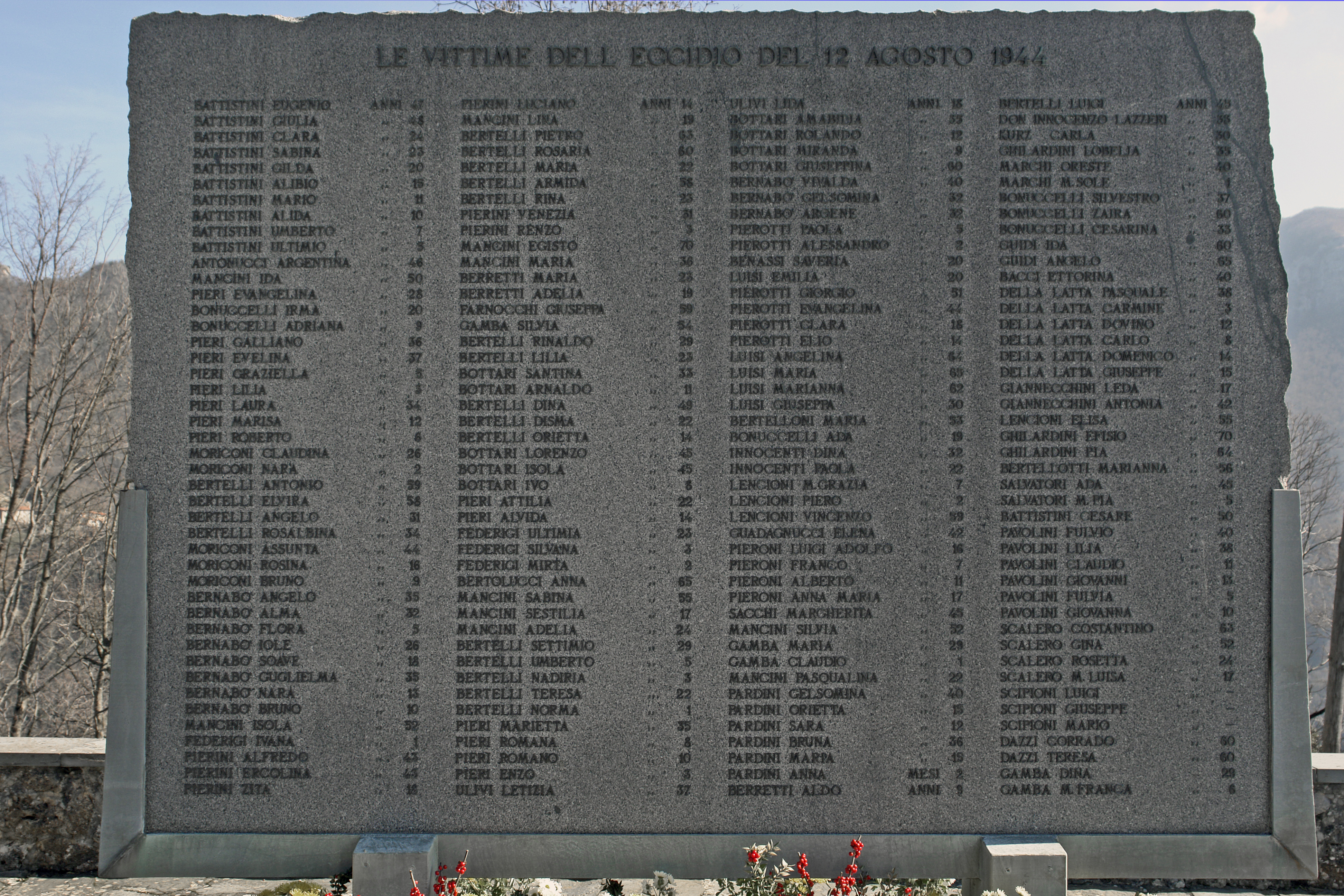
Lista de víctimas.

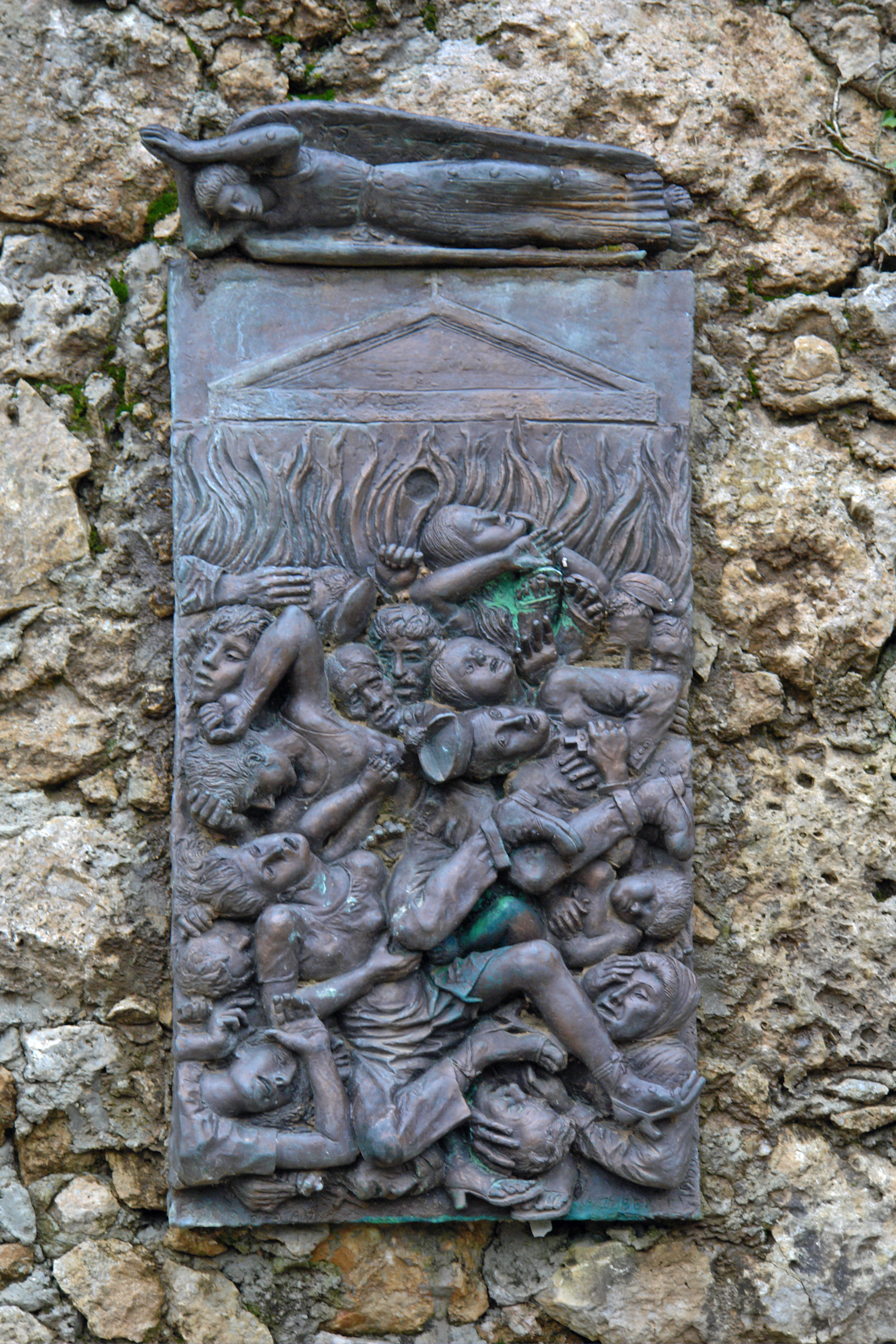
Placa conmemorativa.

La masacre de Santa Ana de Stazzema fue un crimen de guerra perpetrado durante la Segunda Guerra Mundial por soldados alemanes el 12 de agosto de 1944 en la pequeña localidad italiana de Stazzema en los Alpes Apuanos. Durante su retirada de Italia, el Batallón 35 del 16º SS Panzergrenadier Division Reichsführer-SS, dirigido por el Hauptsturmführer Anton Galler rodearon a más de 500 residentes y refugiados, en su mayoría mujeres y niños, en la plaza del poblado de Stazzema fusilándolos a mansalva, rematándolos y quemando sus cuerpos en represalia a los partisanos de la Resistencia italiana.

## Juicio de 2004
Hasta el año 2004 no hubo juicio a los perpetradores de la masacre. En julio de ese año en La Spezia se realizó un juicio militar contra los 10 oficiales implicados actualmente residentes de Alemania. El 22 de junio de 2005 la corte militar italiana los halló culpables de "asesinato con extrema crueldad" y sentenciados in absentia a cadena perpetua.
Los responsables condenados fueron:
- Werner Bruss, 1920 (Unterscharführer|SS)
- Alfred Concina, 1919 (SS-Unterscharführer)
- Ludwig Goering, 1923
- Karl Gropler, 1923 (SS-Unterscharführer)
- Georg Rauch, 1921 ( SS-Untersturmführer)
- Horst Richter, 1921 ( SS-Unterscharführer)
- Alfred Schoneberg, 1921 ( SS-Unterscharführer)
- Heinrich Schendel, 1922 ( SS-Unterscharführer)
- Gerhard Sommer, 1921 ( SS-Untersturmführer)
- Ludwig Heinrich Sonntag, 1924 ( SS-Unterscharführer)